# Fédération thaïlandaise de rugby à XV
La Fédération thaïlandaise de rugby à XV (officiellement en anglais : Thailand Rugby Union, en thaï : สมาคมกีฬารักบี้ฟุตบอลแห่งประเทศไทย ฯ) est l'instance qui régit l'organisation du rugby à XV en Thaïlande.

## Historique
La Siam Rugby Football Union est fondée en 1938.
Le 15 décembre 1968 à Bangkok, l'Asian Rugby Football Union est fondée à l'initiative des fédérations de Hong Kong, du Japon, et de la Thaïlande, afin de créer un championnat annuel rassemblant les équipes nationales asiatiques. Cinq autres fédérations font également partie des fondateurs de cet organisme destiné à régir l'organisation du rugby sur le continent asiatique.
La fédération thaïlandaise devient ensuite en 1989 membre de l'International Rugby Board, organisme international du rugby à XV,.
Elle est également membre du Comité national olympique de Thaïlande,.
En 2016, la fédération change de nom en accord avec les directives du Ministère des Sports : la Thai Rugby Union se prénomme désormais officiellement, en forme longue anglaise, Thai Rugby Union Under the Royal Patronage of His Majesty the King.

## Identité visuelle

Évolution du logo
Ancien logo abandonné en 2020.
Logo instauré en 2020.

## Présidents
Parmi les personnes se succédant au poste de président de la fédération, on retrouve :
- Kulthon Prachuapmoh[8]